# Code Geass 反叛的鲁路修剧集列表
《Code Geass 反叛的鲁路修》是一部由日昇、每日放送和Code Geass制作委员会联合制作的日本动画。该剧由谷口悟朗导演，大河内一楼负责剧本。人物形象的原始设定案由漫画团体CLAMP构思并由木村贵宏完成。本剧讲述高中生鲁路修·兰佩洛基在神秘力量Geass的帮助下，以Zero的身份领导一个名为“黑色骑士团”的抵抗组织对抗超级大国不列颠的故事。
2006年的一个互联网预告片透露了《Code Geass 反叛的鲁路修》的制作。最终于2006年10月6日在每日放送电视台首播，共有10家电视台同时播出。最后两集于2007年7月29日播出，并于一周前在东京和大阪的影院提前上映。万代影视将这些剧集封装成9卷DVD、蓝光和UMD格式发售。每一卷都包含一段图片广播剧作为特典。这9卷后来被重新发行成两卷DVD，之后合并为一个单碟的改编版本被重新发行，称为《黑色叛乱》特别版，然后重新集结一个珍藏盒装发售，后两个版本同时发行了DVD和蓝光格式光碟。
2007年Otakon展会上，万代娱乐公司宣布买下《Code Geass 反叛的鲁路修》在北美地区的发行权。配音交由ZRO Limit制作公司制作，由日版导演谷口悟朗协助辅导各个角色的配音特质。万代娱乐发布的系列作为单个卷和部分。发行了包含前17集的4卷，包含整个系列的3个部分。2011年3月22日发行了一部珍藏版。英语配音于2008年4月27日至10月26日在Adult Swim播出。从2009年2月1日开始，万代娱乐将本剧全部上传到他们的YouTube频道供人观看。在2009年4月25日至2012年12月31日期间，这些剧集也可以在Crunchyroll上观看。在2013年的Otakon展会上，Funimation宣布收购了本剧所有剧集的播映权。
在英国，Beez娱乐公司和Kazé公司各自发布了本剧的盒装光碟合集。2008年7月，狂人娱乐宣布在澳大拉西亚地区获得该剧的特许授权。从2009年1月19日到6月29日，该剧开始在ABC2和ABC iview播出。2009年4月，Madman在其官网上直播了前两集。该系列后来以DVD和蓝光收藏版的形式发行。
中文版播映方面，香港電視廣播有限公司J2率先于2009年5月2日起开始播映。台湾索尼旗下动漫电视频道Animax则于2010年4月23日起逢周一至周五晚间播映国语配音版本。
本剧使用了五首主题音乐，分别是三首片头曲和两支片尾曲。前12集的片头曲是FLOW演绎的《COLORS》，片尾曲是ALI PROJECT的《勇侠青春讴》。在本剧余下的剧集里，片头曲是《无法解读》，而片尾曲则是《马赛克的碎片》，由SunSet Swish演唱。第24集和第25集的片头曲则是由Access演唱的《瞳之翼》。

## 剧集列表
| 集数 | 中文标题 日文标题         | 导演       | 编剧                | 日本原版首播时间 | 英语版首播时间 | 香港中文版首播时间 | 台湾中文版首播时间 | 参考来源                |
| --- | ------------------------- | ---------- | ------------------- | ---------------- | -------------- | ------------------ | ------------------ | ----------------------- |
| STAGE 1 | 魔神 诞生之日 （日語：魔神が生まれた日）  | 秋田谷典昭 | 大河内一楼          | 2006年10月6日    | 2008年4月27日  | 2009年5月2日       | 2010年4月23日      | [ 36 ] [ 37 ] [ 38 ]    |
| 故事七年前，当不列颠征服日本时，流亡的不列顛王子鲁路修·V·不列颠的旧身份被宣布死亡。现在在改名为11区的日本以鲁路修·兰佩洛基的身份继续生活。 某天，鲁路修在回校途中卷入反政府抵抗组织与不列颠军的冲突中，意外地被困在抵抗组织的卡车里。抵抗组织用这辆卡车偷了一个装有毒气的容器后从政府军手中逃脱。 在被政府军追捕的过程中，鲁路修与他过去在日本结识的朋友枢木朱雀重聚，后者已经是不列颠军队的一员。就在此时，容器突然打开，出现了一个绿色头发的女孩。这让朱雀的上级对朱雀下达了将在场的当事人处死的命令。朱雀拒绝服从射杀好友的命令後被上司枪擊，鲁路修带着女孩逃走。走投无路的女孩在临死前將Geass力量給了鲁路修。鲁路修得到Geass力量后，起身命令追击者自杀。 |                           |            |                     |                  |                |                    |                    |                         |
| STAGE 2 | 觉醒的白色骑士 （日語：覚醒の白き騎士） | 三好正人   | 大河内一楼          | 2006年10月13日   | 2008年5月4日   | 2009年5月2日       | 2010年4月26日      | [ 40 ] [ 41 ] [ 42 ]    |
| 巡逻至此的不列颠军官维蕾塔·努向鲁路修询问有关阵亡士兵的情况。鲁路修使用Geass，命令维蕾塔将她的座机——一架巨大的机械机器人KMF交给他。 随后，鲁路修通过对讲机指挥抵抗组织与不列颠驻11区总督克洛维斯·La·不列颠王子统帅的军队作战，并一度占据上风。这迫使不列颠军启用并未被杀死的朱雀驾驶的实验型KMF兰斯洛特。兰斯洛特出击并以超高的性能和作战技巧隻身击退叛军。 此时的鲁路修成功潜入克洛维斯的座舰并用枪指着他，命令他撤回军队。 |                           |            |                     |                  |                |                    |                    |                         |
| STAGE 3 | 伪装的同班同学 （日語：偽りのクラスメイト） | 村田和也   | 大河内一楼          | 2006年10月20日   | 2008年5月11日  | 2009年5月9日       | 2010年4月27日      | [ 44 ] [ 45 ] [ 46 ]    |
| 由于怀疑其母玛丽安娜·Vi·不列颠的死因与皇族成员有关，鲁路修在杀死克洛维斯前盘问了他相关的情况。 在回到上學的阿什福德学院后，鲁路修察觉到他的一个同学卡莲·修坦菲尔德是抵抗组织的一员。通过使用Geass，鲁路修得知她加入抵抗组织的动机，同时也发现Geass对同一个人只能使用一次。与此同时，卡莲也开始怀疑鲁路修有参与之前的战斗，但被鲁路修用事先准备好的电话录音糊弄过去。 之后不久，官方发布消息称枢木朱雀因涉嫌刺杀总督克洛维斯而被捕，即将受审。 |                           |            |                     |                  |                |                    |                    |                         |
| STAGE 4 | 其名为Zero （日語：その名はゼロ）     | 三宅和男   | 大河内一楼          | 2006年10月27日   | 2008年5月18日  | 2009年5月9日       | 2010年4月28日      | [ 48 ] [ 49 ] [ 50 ]    |
| 以不列颠边境伯杰瑞米亚·戈德瓦尔德为首的“纯血派”，希望在克洛维斯王子被刺杀一事上将“名誉不列颠人”朱雀当作替死鬼。藉以此为借口从军中剔除名誉不列颠人，也就是那些在自己的故国被吞併后成为不列颠公民的人。 另一边，鲁路修化名为“Zero”在卡莲和抵抗组织首领扇要的帮助下，用Geass迫使杰瑞米亚协助他们在公开移送朱雀的途中将其劫走。鲁路修以Zero的身份邀请朱雀加入他的队伍一起反抗不列颠，但被朱雀拒绝。他认为应该由內部改变不列颠，所以离开了Zero前往接受审判。 |                           |            |                     |                  |                |                    |                    |                         |
| STAGE 5 | 皇女与魔女 （日語：皇女と魔女）     | 鳥羽聰     | 大河内一楼          | 2006年11月3日    | 2008年5月25日  | 2009年5月16日      | 2010年4月29日      | [ 52 ] [ 53 ] [ 54 ]    |
| 鲁路修回到住处，赫然发现本以为死掉的绿发女孩出现在家中。绿发女孩自称C.C.，并擅自作主在鲁路修的住处住下了。 同时，由于Zero在劫囚现场曾声明自己才是杀害克洛维斯王子的凶手，朱雀因此被无罪释放。獲释的朱雀意外遇到微服出行的不列颠公主尤菲米娅·Li·不列颠。尤菲米娅带着朱雀游历东京各区，包括饱受战争摧残的新宿区。在新宿，两人卷入了纯血派企图谋杀杰瑞米亚的纷争，因为他们认为杰瑞米亚背叛了纯血派。 在这之后，不列颠公主柯内莉亚·Li·不列颠来到了11区，她来此的目的是抓捕Zero，为兄弟克洛维斯报仇。 |                           |            |                     |                  |                |                    |                    |                         |
| STAGE 6 | 被夺走的面具 （日語：奪われた仮面）   | 工藤寬顯   | 大河内一楼          | 2006年11月10日   | 2008年6月1日   | 2009年5月16日      | 2010年4月30日      | [ 56 ] [ 57 ] [ 58 ]    |
| 朱雀以转学生的身份入读鲁路修所在的阿什福德学院，并和鲁路修同班。在此，他需要面对来自不列颠学生的歧視。 一隻流浪猫潜入了鲁路修的房间并偷走了他的Zero面具。而此时，不明就里的學生會會長米蕾·阿什福德誤以為流浪猫叼走了魯路修尴尬的秘密，而发动全体学生追赶这只猫。就在体力极好的朱雀快要赶上躲在屋顶的猫时，鲁路修故意滑倒以分散他的注意力，迫使朱雀去搭救鲁路修。乘此机会，鲁路修秘密地回收了面具。而朱雀在事件中表现出来的英勇使学生们接受了他。 之后，学生们参加了一场电视集会。在会上，鲁路修的父亲，不列颠皇帝查尔斯·Zi·不列颠发表了对其子克洛维斯的葬礼演说。                                                                                            |                           |            |                     |                  |                |                    |                    |                         |
| STAGE 7 | 攻击柯内莉亚 （日語：コーネリアを撃て）   | 秋田谷典昭 | 大河内一楼          | 2006年11月17日   | 2008年6月8日   | 2009年5月23日      | 2010年5月3日       | [ 60 ] [ 61 ] [ 62 ]    |
| 鲁路修回忆起他与父亲的最后一次会面。就在母亲去世后不久，鲁路修上殿质问其父查尔斯为何没有保护好母亲，但被查尔斯严厉的驳回。之后，查尔斯就将鲁路修和妹妹娜娜莉·Vi·不列颠一起流放到日本作为质子。 柯内莉亚在埼玉贫民区向Zero发起挑战。鲁路修在一边向身在埼玉的抵抗组织下达命令的同时，一边利用Geass渗透入不列颠军的一架KMF中。但是抵抗组织没有遵守Zero的指令并被柯内莉亚麾下部队击败。 柯内莉亚预计到Zero会伪装成自己的一名士兵，因此准备对全军进行检查。就在此时，C.C.伪装成Zero出现并分散了不列颠军的注意力，鲁路修趁機逃脱。 经过此役，鲁路修将失败归咎于抵抗组织的无纪律，决心建立自己的军队。                                                              |                           |            |                     |                  |                |                    |                    |                         |
| STAGE 8 | 黑色骑士团 （日語：黒の騎士団）     | 馬場誠     | 大河内一楼          | 2006年11月24日   | 2008年6月15日  | 2009年5月23日      | 2010年5月4日       | [ 63 ] [ 64 ] [ 65 ]    |
| 11区的日本抵抗组织之一——日本解放阵线劫持了一座浮动旅馆，脅持裏面的人以要挟不列颠政府。人质中包括当时正在参加活动的鲁路修的同学们以及伪装成平民的尤菲米娅公主。为此，新上任的11区总督柯内莉亚不能对其采取贸然行动。然而鲁路修敏锐地意识到契机并计划冒险行动。他与扇要的抵抗组织成员展开了人质营救行动。在化身为Zero的鲁路修与劫持人质的日本解放阵线谈判的同时，朱雀用兰斯洛特击沉了这座浮动旅馆。但是鲁路修破坏了军方的营救行动以彰显自己的实力。在救下所有人质后，Zero向全国公开广播，宣布建立一个名为“黑色骑士团”的组织，并声称该组织是一个正义联盟，将保护弱者免受有权力者的侵害。                                                                         |                           |            |                     |                  |                |                    |                    |                         |
| STAGE 8.5 | 面具的轨迹 （日語：仮面の軌跡）     | 不涉及     | 不涉及              | 2006年12月1日    | 不涉及         | 不涉及             | 不涉及             | [ 66 ]                  |
| 鲁路修独白回顾了过去8集的故事内容。 |                           |            |                     |                  |                |                    |                    |                         |
| STAGE 9 | 重温旧梦 （日語：リフレイン）       | 村田和也   | 大河内一楼          | 2006年12月8日    | 2008年6月22日  | 2009年5月30日      | 2010年5月5日       | [ 68 ] [ 69 ] [ 70 ]    |
| 黑色骑士团持续摧毁了数个毒品垄断集团，这些毒品卡特尔制造了一种带有严重副作用的毒品“重温旧梦”。这种毒品可以使人们重温最幸福的回忆。因此在对现实感到万分沮丧的日本人中很受欢迎。这就是黑色骑士团瞄准它的原因。 卡莲的日裔母亲正在为她的不列颠人丈夫做女仆。而卡莲自己却对母亲遭受的虐待不屑一顾。在黑色骑士捣毁“重温旧梦”的过程中，卡莲发现她的母亲也卷入了服毒的行列。在卡莲将其母亲从毒品阴影中救后，卡莲承诺将为她的母亲改变世界。 |                           |            |                     |                  |                |                    |                    |                         |
| STAGE 10 | 红莲舞动 （日語：紅蓮舞う）       | 三宅和男   | 大河内一楼          | 2006年12月15日   | 2008年6月29日  | 2009年5月30日      | 2010年5月6日       | [ 72 ] [ 73 ] [ 74 ]    |
| 柯内莉亚率领不列颠军队前往成田，以期消灭日本解放阵线的余党。鲁路修以Zero的身份也带领黑色骑士团前往，希望能就此抓住柯内莉亚询问母亲被殺的真相。 当不列颠军逼近日本解放阵线的基地时，卡莲用她的新座机红莲二式制造了大规模的山崩，摧毁了大部分不列颠军队。 |                           |            |                     |                  |                |                    |                    |                         |
| STAGE 11 | 成田攻防战 （日語：ナリタ攻防戦）     | 鳥羽聰     | 大河内一楼          | 2006年12月22日   | 2008年7月6日   | 2009年6月6日       | 2010年5月7日       | [ 75 ] [ 76 ] [ 77 ]    |
| 事实证明，黑色骑士团在成田对不列颠军队的袭击是成功的。而柯内莉亚则被卡莲和鲁路修包围。 在尤菲米亚的请求下，朱雀驾驶兰斯洛特飞奔到战场上，成功营救了柯内莉亚。在营救柯内莉亚的同时，朱雀设法将鲁路修装扮成的Zero逼到绝境。就在此时，C.C.运用她的力量在心理上伤害朱雀，从而救出鲁路修。 黑色骑士团就此从冲突中撤退，使日本解放阵线和不列颠军相互争斗。 |                           |            |                     |                  |                |                    |                    |                         |
| STAGE 12 | 来自京都的使者 （日語：キョウトからの使者） | 工藤寬顯   | 吉野弘幸            | 2007年1月5日     | 2008年7月13日  | 2009年6月6日       | 2010年5月10日      | [ 79 ] [ 80 ] [ 81 ]    |
| Zero和黑色骑士团核心成员一起会见桐原泰三，后者是日本地下反抗运动中最有权势的人之一，也是鲁路修幼年在枢木朱雀家族神社认识的熟人。在会见中，鲁路修巧妙的展示了他的战术能力和机智，更向桐原泰三透漏了他作为不列颠王子的真实身份以换取泰三的支持和信任。 当鲁路修返回东京时，暗戀他的同班同學夏莉·芬妮特告知她的父親死于Zero在成田引发的山崩。 |                           |            |                     |                  |                |                    |                    |                         |
| STAGE 13 | 夏莉与枪口 （日語：シャーリーと銃口）     | 秋田谷典昭 | 吉野弘幸            | 2007年1月12日    | 2008年7月20日  | 2009年6月13日      | 2010年5月11日      | [ 83 ] [ 84 ] [ 85 ]    |
| 卡莲和鲁路修在成田战役后分别反思无辜者的死亡，双方都誓言要继续前进。 维蕾塔向夏莉询问鲁路修与黑色骑士团的关系，诱使她秘密跟蹤鲁路修。为此，夏莉目击了日本解放阵线与不列颠军队之间的战斗。鲁路修在不列颠的KMF开始登上日本解放阵线的货船时将船引爆，杀死了船上所有人员，并给黑骑士团带来惊喜。 之后，朱雀袭击了鲁路修的KMF，迫使他弹射逃生艙而意外坠落在夏莉所在位置的附近。于是夏莉准备杀死Zero为父亲报仇，但是当Zero的面具掉下来时，她犹豫了。 |                           |            |                     |                  |                |                    |                    |                         |
| STAGE 14 | Geass对Geass （日語：ギアス対ギアス）   | 馬場誠     | 大河内一楼          | 2007年1月19日    | 2008年7月27日  | 2009年6月13日      | 2010年5月12日      | [ 86 ] [ 87 ] [ 88 ]    |
| 鲁路修确信夏莉已经发现了他作为Zero的身份，因此他和C.C.追踪夏莉到成田。 扇要在搜索前一晚的战场时发现了身受重伤奄奄一息的维蕾塔。 当鲁路修趕到成田时，他遇到了一个叫作毛的男子。毛利用自身的Geass——读心术来操控夏莉的不安感，迫使夏莉向鲁路修开枪。夏莉在最后一刻犹豫了，就在此时，C.C.出现带走了毛。 在夏莉因悲痛和内疚而崩溃时，鲁路修用Geass将她的记忆消除了。 |                           |            |                     |                  |                |                    |                    |                         |
| STAGE 15 | 喝彩的毛 （日語：喝采のマオ）       | 山田徹     | 大河内一楼          | 2007年1月26日    | 2008年8月3日   | 2009年6月20日      | 2010年5月13日      | [ 90 ] [ 91 ] [ 92 ]    |
| C.C.解释了她与毛的过去以及毛无法关闭他的Geass是如何让他发疯的。 受伤的维蕾塔在扇要的公寓里醒来，却被扇要发现有选择性失忆。 C.C.离开了鲁路修选择独自照顾毛，但毛却在击昏她之后占据了上风，进而回头挑战鲁路修。鲁路修运用Geass和自己的智慧愚弄了毛，成功营救出C.C.并借不列颠警察之手包围了毛。 在远离现场的屋顶，鲁路修向C.C.重新确认了他们之间的契约，并承诺自己不会像毛一样成为自身Geass能力的牺牲品。 |                           |            |                     |                  |                |                    |                    |                         |
| STAGE 16 | 被囚禁的娜娜莉 （日語：囚われのナナリー） | 三宅和男   | 大河内一楼          | 2007年2月2日     | 2008年8月10日  | 2009年6月20日      | 2010年5月14日      | [ 94 ] [ 95 ] [ 96 ]    |
| C.C.作为使者前往中华联邦。米蕾接受了兰斯洛特的开发者罗伊德·阿斯普林德的婚约。 毛将娜娜莉绑架到阿什福德学院的下水道中。鲁路修于是和朱雀联手。事实证明朱雀的矫健身手和鲁路修的高超计策远超毛的阴谋策划。然而在击退毛之前，他透露了朱雀杀死自己父亲的事实。就在朱雀被重新唤起的记忆所纠缠时，鲁路修趁机用Geass使毛不能说话。而C.C.也在此时返回，亲手杀死了毛。 |                           |            |                     |                  |                |                    |                    |                         |
| STAGE 17 | 骑士 （日語：騎士）           | 村田和也   | 野村祐一            | 2007年2月9日     | 2008年8月24日  | 2009年6月27日      | 2010年5月17日      | [ 98 ] [ 99 ] [ 100 ]   |
| 克洛维斯纪念美术馆举行开幕典礼，尤菲米娅公主出席并对馆藏进行评审。 鲁路修对原日本抵抗组织的成员承诺会救出他们被捕的领袖藤堂镜志郎。在救援行动中，鲁路修说服了藤堂加入黑色骑士团。此时兰斯洛特出现并试图阻止劫狱行动，但鲁路修准确地预测其固有的作戰模式并展开反击。在预定的地点，眾人合力阻击兰斯洛特并破坏了駕駛舱顶盖，發現驾驶员竟是枢木朱雀。这使得鲁路修大为震惊并在增援部队到达时下令立即撤退。 在美术馆的典礼上，朱雀因其出身的问题遭到不列颠人的藐视。就在此时，尤菲米娅公开宣布选择朱雀作为她的专属骑士。 |                           |            |                     |                  |                |                    |                    |                         |
| STAGE 17.5 | 面具的真实 （日語：仮面の真実）     | 不涉及     | 不涉及              | 2007年2月16日    | 不涉及         | 不涉及             | 不涉及             | [ 101 ]                 |
| 鲁路修回顾了他与朱雀的友谊，并重新明确了他打倒不列颠帝国的目标。 |                           |            |                     |                  |                |                    |                    |                         |
| STAGE 18 | 对枢木朱雀下令 （日語：枢木スザクに命じる） | 鳥羽聰     | 大河内一楼          | 2007年2月23日    | 2008年8月31日  | 2009年6月27日      | 2010年5月18日      | [ 103 ] [ 104 ] [ 105 ] |
| 为了对付成为尤菲米娅骑士的朱雀，鲁路修在黑色骑士团内建立了等级制度。 黑色骑士团内负责宣传和战略策划的迪托哈特·利特建议直接暗杀朱雀，然而鲁路修还有其他计划。 鲁路修在神根島的不列颠军事基地发动了捕获朱雀和兰斯洛特的作战行动。就在行动即将成功之际，不列颠帝国第二皇子修奈泽尔·El·不列颠率舰抵达并下令浮游战舰阿瓦隆号轰炸神根岛，打算以牺牲朱雀为代价消灭Zero。 |                           |            |                     |                  |                |                    |                    |                         |
| STAGE 19 | 神之岛 （日語：神の島）         | 政木伸一   | 吉野弘幸            | 2007年3月2日     | 2008年9月7日   | 2009年7月4日       | 2010年5月19日      | [ 107 ] [ 108 ] [ 109 ] |
| 阿瓦隆攻击的余波莫名其妙地将鲁路修、尤菲米娅、卡莲和朱雀带到了神秘的神根岛上。朱雀遇到了卡莲并确认到她就是红莲二式的驾驶员，而另一边，尤菲米娅也发现了鲁路修就是Zero的事实。 修纳泽尔、罗伊德和罗伊德团队的研究员塞希尔·柯尔米等人也来到神根岛调查该岛的古代遗迹。此时鲁路修、卡莲、朱雀和尤菲米娅突然落入修奈泽尔等人调查现场的废墟中，鲁路修和卡莲更是乘乱夺走了现场用于调查作业的KMF高文。而朱雀却因不服从命令而被捕，由此得知朱雀中了Zero“活下去”的Geass。这使得朱雀将自己生存下去的本能凌驾于抓捕Zero的行动之上。 另一方面，七年前放弃故土出逃的日本流亡政府此时在中华联邦的帮助下对九州地区发动了全面袭击。                                            |                           |            |                     |                  |                |                    |                    |                         |
| STAGE 20 | 九州战役 （日語：キュウシュウ戦役）       | 工藤寬顯   | 野村祐一            | 2007年3月9日     | 2008年9月14日  | 2009年7月4日       | 2010年5月20日      | [ 111 ] [ 112 ] [ 113 ] |
| 兰斯洛特与不列颠军一同抵抗袭击九州的入侵者。 与此同时，鲁路修等人在阿什福德学院的天才同学尼娜遇到了尤菲米娅公主并无意中帮助尤菲米娅正视对朱雀的感觉。 朱雀驾驶的兰斯洛特因能源耗尽而陷入困境，Zero和C.C.驾驶的KMF高文抵达战场帮其补充能源。之后两架KMF联手击退了流亡政府联军结束了九州战役。 |                           |            |                     |                  |                |                    |                    |                         |
| STAGE 21 | 学园祭宣言 （日語：学園祭宣言!）     | 秋田谷典昭 | 大河内一楼          | 2007年3月16日    | 2008年9月21日  | 2009年7月11日      | 2010年5月21日      | [ 115 ] [ 116 ] [ 117 ] |
| 阿什福德学院内举办年度学园祭，扇要、维蕾塔、尤菲米娅和卡莲各自以不同方式潜入学院。然而众人之间的近距离接触却增大了各自身份被曝光的风险。最终尤菲米娅的身份曝光，在学园内引发了大规模的骚动。 此时的尤菲米娅干脆在电视直播中宣布将富士山周围地区劃为日本特别行政区的计划。在该地区，原11区人可以再次称为日本人。尤菲米娅相信这么做可以将鲁路修和娜娜莉带回幼时在一起的快乐时光。但鲁路修却认为她过于天真。 |                           |            |                     |                  |                |                    |                    |                         |
| STAGE 22 | 血染的尤菲 （日語：血染めのユフィ）     | 馬場誠     | 大河内一楼          | 2007年3月23日    | 2008年10月5日  | 2009年7月11日      | 2010年5月24日      | [ 119 ] [ 120 ] [ 121 ] |
| 在日本特别行政区成立的典礼上，鲁路修和尤菲米娅私下讨论了日本的未来。尤菲米娅成功说服鲁路修停止抵抗组织活动。然而此时鲁路修的Geass能力失控，在他开玩笑让尤菲米娅杀死所有日本人时，尤菲米娅中了Geass。 受Geass影响的尤菲米娅冲入会场命令士兵屠杀参加典礼的日本人。决绝的鲁路修一边责备自己，一边宣布尤菲米娅的日本特别行政区是一个诱捕黑色骑士团的陷阱，命令黑色骑士团攻击不列颠军，保护日本人并杀死尤菲米娅以挽救局势。 |                           |            |                     |                  |                |                    |                    |                         |
| STAGE 23 | 至少与悲怆相伴 （日語：せめて哀しみとともに） | 政木伸一   | 大河内一楼 野村祐一 | 2007年3月30日    | 2008年10月12日 | 2009年7月18日      | 2010年5月25日      | [ 123 ] [ 124 ] [ 125 ] |
| 在会场找到尤菲米娅后，鲁路修给了她一记致命伤。目睹了Zero击杀尤菲米娅的朱雀将她带到阿瓦隆号上进行紧急救治。尤菲米娅在病床上与Geass的诅咒搏斗，并在死前与朱雀进行了最后的对话。就在朱雀哀痛尤菲米娅的死时，一个名叫V.V.的人出现，并向他解释了尤菲米娅鼓动大屠杀的原因和Geass的存在。 另一边，Zero公开了他的计划，要推翻不列颠帝国，创建一个名为日本的新国家。 很快，整个11区的所有反抗势力、黑色骑士团以及不列颠军就朝着最后的战场——东京租界进发。 |                           |            |                     |                  |                |                    |                    |                         |
| STAGE 24 | 崩落的舞台 （日語：崩落のステージ）     | 三宅和男   | 大河内一楼          | 2007年7月28日    | 2008年10月19日 | 2009年7月18日      | 2010年5月26日      | [ 128 ] [ 129 ] [ 130 ] |
| 黑色骑士团击退了不列颠军，并以阿什福德学院作为大本营。鲁路修则与朱雀作战将其引诱到陷阱中迫使兰斯洛特停機。 维蕾塔恢复了记忆开枪射伤了扇要。鲁路修对战柯内莉亚，并使受到Geass控制的不列颠将领安德烈亚斯·达尔顿击毁柯内莉亚的座机。 与此同时，V.V.找到了娜娜莉并打算带她离开。 |                           |            |                     |                  |                |                    |                    |                         |
| STAGE 25 | Zero （日語：ゼロ）           | 鳥羽聰     | 大河内一楼          | 2007年7月28日    | 2008年10月26日 | 2009年7月25日      | 2010年5月27日      | [ 128 ] [ 131 ] [ 132 ] |
| 鲁路修对柯内莉亚使用了Geass，但发现她并不知道是谁杀死鲁路修的母亲。C.C.预感到娜娜莉已经被带到神根岛，于是鲁路修抛下黑色骑士团前往营救娜娜莉。 在神根岛，C.C.殿后对付前來追击的杰瑞米亚，而鲁路修则与跟随而来的朱雀对峙。在紧随其后的卡莲暗中偷看二人决斗，朱雀用枪击落了Zero的面具，显示出Zero的真实身份是鲁路修。鲁路修恳求朱雀拯救娜娜莉，但遭到拒绝。在屏幕之外，二人相互叫喊着对方的名字扣动了扳机…… |                           |            |                     |                  |                |                    |                    |                         |

## 媒体发行

### 日本发行
万代影视分别以DVD、蓝光和UMD格式分9卷发行本剧的影碟。这9卷影碟后来又被压缩成两卷，并以DVD杂志的形式发售。而《黑色叛乱》则是一个特别篇，将全部25集内容浓缩集中在一张光碟中。2012年到2013年，这9卷影碟又以珍藏盒装DVD和蓝光光碟格式发行。
| 卷目               | 卷目       | 剧集           | DVD发行日期    | 蓝光发行日期  | UMD发行日期   |
| ------------------ | ---------- | -------------- | -------------- | ------------- | ------------- |
|                    | 第一卷     | 1              | 2007年1月26日  | 2008年8月22日 | 2010年2月23日 |
| 第二卷             | 2-4        | 2007年2月23日  | 2008年9月26日  | 2010年2月23日 |               |
| 第三卷             | 5-7        | 2007年3月23日  | 2008年10月24日 | 2010年2月23日 |               |
| 第四卷             | 8-10       | 2007年4月25日  | 2008年11月21日 | 2010年2月23日 |               |
| 第五卷             | 11-13      | 2007年5月25日  | 2008年12月19日 | 2010年2月23日 |               |
| 第六卷             | 14-16      | 2007年6月22日  | 2009年1月23日  | 2010年2月23日 |               |
| 第七卷             | 17-19      | 2007年7月27日  | 2009年2月20日  | 2010年2月23日 |               |
| 第八卷             | 20-22      | 2007年8月24日  | 2009年3月27日  | 2010年2月23日 |               |
| 第九卷             | 23-25      | 2007年9月25日  | 2009年4月24日  | 2010年2月23日 |               |
| DVD杂志            | 1-13       | 2007年12月21日 | 未发行         | 未发行        |               |
| DVD杂志2           | 14-25      | 2008年1月25日  | 未发行         | 未发行        |               |
| 特别篇《黑色叛乱》 | 1-25的合集 | 2008年2月22日  | 2009年7月24日  | 未发行        |               |
| 珍藏盒装           | 1-25       | 2012年1月27日  | 2013年9月25日  | 未发行        |               |

### 英文版发行
在北美地区，万代娱乐最初将本剧前17集的分成4卷光碟发售，之后万代又将本剧所有25集分成3部发售。2011年3月22日，本剧的珍藏盒装DVD发售。
| 卷目     | 卷目   | 剧集          | 发行日期     | 参考来源 |
| -------- | ------ | ------------- | ------------ | -------- |
|          | 第一卷 | 1-5           | 2008年8月5日 | [ 14 ]   |
| 第二卷   | 6-10   | 2008年8月5日  |              | [ 14 ]   |
| 第三卷   | 11-13  | 2008年12月2日 |              | [ 14 ]   |
| 第四卷   | 14-17  | 2008年12月2日 |              | [ 14 ]   |
|          | Part 1 | 1-9           | 2008年8月5日 | [ 14 ]   |
| Part 2   | 10-17  | 2008年12月2日 |              | [ 14 ]   |
| Part 3   | 18-25  | 2009年2月24日 |              | [ 14 ]   |
| 珍藏盒装 | 1-25   | 2011年3月22日 | [ 15 ]       |          |

在英国，Beez娱乐和Kazé发布了本剧的珍藏盒装影视光碟。Beez的DVD珍藏盒装于2011年3月21日发行。2012年10月，Kazé在MCM倫敦動漫展期间宣布买下本剧发行权。2013年1月21日，Kazé发布了一套DVD和蓝光光盘珍藏盒装，由漫画娱乐公司发售。在澳大拉西亚地区，狂人娱乐于2009年11月18日发行了一套DVD光碟，之后又在2013年4月17日发行了一套蓝光合集。

### 配图广播剧
配图广播剧是用图像和角色的声音来讲述一个故事。在日本版光碟中，每一卷DVD都附赠了一段配图广播剧。2013年发售的蓝光珍藏盒装中附赠了一段新的配图广播剧。在北美市场由于分三部发行光碟盒装，所以每卷都附有三段配图广播剧。

### 中文版发行
台湾地区中文版DVD由普威尔国际引进，于2008至2009年间初版发行。
| 卷目 | 剧集  | 发行日期       | 参考来源 |
| ---- | ----- | -------------- | -------- |
| 1    | 1     | 2008年8月12日  | [ 165 ]  |
| 2    | 2-4   | 2008年9月10日  | [ 165 ]  |
| 3    | 5-7   | 2008年10月14日 | [ 165 ]  |
| 4    | 8-10  | 2008年11月27日 | [ 165 ]  |
| 5    | 11-13 | 2008年12月30日 | [ 165 ]  |
| 6    | 14-16 | 2009年3月3日   | [ 166 ]  |
| 7    | 17-19 | 2009年3月31日  | [ 166 ]  |
| 8    | 20-22 | 2009年5月7日   | [ 166 ]  |
| 9    | 23-25 | 2009年7月7日   | [ 166 ]  |

## 脚注
注释
1. ↑  译名参考自澳洲新快网。[23]
2. ↑  译名参考自BBC网。[160]
3. ↑  译名参考自大纪元新闻网。[162]

参考资料
1. ↑  . Bandai Entertainment.   [2012-01-26]. （原始内容存档于2012-01-28） （英语）.
2. ↑  Christopher Macdonald. . Anime News Network. 2006-10-02  [2010-10-03]. （原始内容存档于2013-01-17） （英语）.
3. ↑  . Geass.jp.   [2012-01-26]. （原始内容存档于2006-09-23） （日语）.
4. 1 2  . Agency for Cultural Affairs (Japan).   [2015-07-05]. （原始内容存档于2015-07-05） （日语）.
5. ↑  . Geass.jp.   [2013-04-20]. （原始内容存档于2007-05-12） （日语）.
6. 1 2 3  . Bandai Visual.   [2013-04-20]. （原始内容存档于2013-12-15） （日语）.
7. 1 2 3  . Bandai Visual.   [2013-04-20]. （原始内容存档于2013-12-15） （日语）.
8. 1 2 3  . Bandai Visual.   [2013-04-21]. （原始内容存档于2013-12-15） （日语）.
9. 1 2 3  . Bandai Visual.   [2013-04-20]. （原始内容存档于2013-12-15） （日语）.
10. 1 2 3  . Bandai Visual.   [2013-04-20]. （原始内容存档于2016-04-03） （日语）.
11. 1 2 3  . Bandai Visual.   [2012-12-29]. （原始内容存档于2013-12-15） （日语）.
12. ↑  . Anime News Network. 2007-07-21  [2012-01-26]. （原始内容存档于2012-07-31） （英语）.
13. ↑  . Bandai Entertainment. 2008-05-07  [2012-12-27]. （原始内容存档于2008-12-19） （英语）.
14. 1 2 3  . Bandai Entertainment.   [2012-12-29]. （原始内容存档于2012-04-23） （英语）.
15. 1 2 3  . Amazon.com.   [2012-12-29]. （原始内容存档于2020-12-20） （英语）.
16. 1 2  Brian Hudson. . Anime News Network. 2008-04-26  [2012-03-09]. （原始内容存档于2012-03-11） （英语）.
17. 1 2  Brian Hudson. . Anime News Network. 2008-10-25  [2012-12-27]. （原始内容存档于2012-03-11） （英语）.
18. ↑  . Bandai Entertainment. 2009-02-03  [2012-12-29]. （原始内容存档于2013-04-20） （英语）.
19. ↑  . Crunchyroll.   [2012-12-29]. （原始内容存档于2012-12-30） （英语）.
20. ↑  Michelle. . Funimation. 2013-08-10  [2013-12-15]. （原始内容存档于2013-12-15） （英语）.
21. 1 2  . Amazon.com.   [2012-12-29]. （原始内容存档于2013-07-06） （英语）.
22. 1 2  . Manga Entertainment.   [2014-01-02]. （原始内容存档于2016-06-20） （英语）.
23. ↑  海峰. . 澳洲新快网. 2014-03-04  [2020-03-16]. （原始内容存档于2014-03-07） （中文（中国大陆））.
24. ↑  . Madman Entertainment.   [2013-04-21]. （原始内容存档于2016-03-23） （英语）.
25. ↑  . Madman Entertainment.   [2013-04-20]. （原始内容存档于2009-06-02） （英语）.
26. ↑  . ABC2.   [2013-04-20]. （原始内容存档于2009-03-21） （英语）.
27. ↑  . ABC2.   [2013-04-20]. （原始内容存档于2010-01-21） （英语）.
28. ↑  . Madman Entertainment. 2009-04-28  [2014-01-02]. （原始内容存档于2014-01-24） （英语）.
29. 1 2  . Madman Entertainment.   [2013-04-21]. （原始内容存档于2016-04-12） （英语）.
30. 1 2  . Madman Entertainment.   [2013-04-21]. （原始内容存档于2014-04-06） （英语）.
31. 1 2  . hkaiw.nets.hk.   [2020-03-17]. （原始内容存档于2020-04-09） （中文（香港））.
32. ↑  GNN 記者 阿Lu. . 巴哈姆特電玩資訊站. 2010-03-19  [2020-03-17]. （原始内容存档于2020-04-09） （中文（臺灣））.
33. 1 2  . www.animax-taiwan.com.   [2020-03-18]. （原始内容存档于2010-07-22） （中文（臺灣））.
34. ↑  . Geass.jp.   [2012-12-29]. （原始内容存档于2013-07-02） （日语）.
35. ↑  .   [2007-03-10]. （原始内容存档于2007-03-06） （日语）.
36. ↑  . Geass.jp.   [2012-03-09]. （原始内容存档于2019-11-18） （日语）.
37. ↑  . Bandai Entertainment.   [2013-04-20]. （原始内容存档于2008-12-17） （英语）.
38. ↑  . 電撃オンライン.   [2022-03-07]. （原始内容存档于2021-10-11） （日语）.
39. ↑  Brian Hudson. . Anime News Network. 2008-05-03  [2012-03-09]. （原始内容存档于2012-03-11） （英语）.
40. ↑  . Geass.jp.   [2012-03-09]. （原始内容存档于2011-09-13） （日语）.
41. ↑  . Bandai Entertainment.   [2013-04-20]. （原始内容存档于2008-12-17） （英语）.
42. ↑  . 電撃オンライン.   [2022-03-07]. （原始内容存档于2021-10-08） （日语）.
43. ↑  Brian Hudson. . Anime News Network. 2008-05-10  [2012-03-09]. （原始内容存档于2012-03-11） （英语）.
44. ↑  . Geass.jp.   [2012-03-09]. （原始内容存档于2011-09-14） （日语）.
45. ↑  . Bandai Entertainment.   [2013-04-20]. （原始内容存档于2008-12-17） （英语）.
46. ↑  . 電撃オンライン.   [2022-03-07]. （原始内容存档于2021-10-15） （日语）.
47. ↑  Brian Hudson. . Anime News Network. 2008-05-17  [2012-12-27]. （原始内容存档于2012-03-11） （英语）.
48. ↑  . Geass.jp.   [2012-12-27]. （原始内容存档于2013-02-06） （日语）.
49. ↑  . Bandai Entertainment.   [2013-04-20]. （原始内容存档于2008-12-19） （英语）.
50. ↑  . 電撃オンライン.   [2022-03-07]. （原始内容存档于2021-10-22） （日语）.
51. 1 2 3 4  . IGN.   [2013-04-20]. （原始内容存档于2013-06-29） （英语）.
52. ↑  . Geass.jp.   [2012-12-27]. （原始内容存档于2013-02-06） （日语）.
53. ↑  . Bandai Entertainment.   [2013-04-20]. （原始内容存档于2008-12-19） （英语）.
54. ↑  . 電撃オンライン.   [2022-03-07]. （原始内容存档于2021-10-29） （日语）.
55. ↑  Brian Hudson. . Anime News Network. 2008-05-31  [2012-12-27]. （原始内容存档于2012-03-11） （英语）.
56. ↑  . Geass.jp.   [2012-12-27]. （原始内容存档于2013-02-06） （日语）.
57. ↑  . Bandai Entertainment.   [2013-04-20]. （原始内容存档于2008-12-19） （英语）.
58. ↑  . 電撃オンライン.   [2022-03-07]. （原始内容存档于2021-11-05） （日语）.
59. ↑  Brian Hudson. . Anime News Network. 2008-06-07  [2012-12-27]. （原始内容存档于2012-03-11） （英语）.
60. ↑  . Geass.jp.   [2012-12-27]. （原始内容存档于2013-02-06） （日语）.
61. ↑  . Bandai Entertainment.   [2013-04-20]. （原始内容存档于2008-12-19） （英语）.
62. ↑  . 電撃オンライン.   [2022-03-07]. （原始内容存档于2021-11-12） （日语）.
63. ↑  . Geass.jp.   [2012-12-27]. （原始内容存档于2013-02-06） （日语）.
64. ↑  . Bandai Entertainment.   [2013-04-20]. （原始内容存档于2008-12-19） （英语）.
65. ↑  . 電撃オンライン.   [2022-03-07]. （原始内容存档于2022-03-07） （日语）.
66. ↑  . Geass.jp.   [2012-12-27]. （原始内容存档于2013-02-06） （日语）.
67. ↑  Brian Hudson. . Anime News Network. 2008-06-21  [2012-12-27]. （原始内容存档于2012-03-11） （英语）.
68. ↑  . Geass.jp.   [2012-12-27]. （原始内容存档于2013-02-06） （日语）.
69. ↑  . Bandai Entertainment.   [2013-04-20]. （原始内容存档于2008-12-19） （英语）.
70. ↑  . 電撃オンライン.   [2022-03-07]. （原始内容存档于2021-11-27） （日语）.
71. ↑  Brian Hudson. . Anime News Network. 2008-06-28  [2012-12-27]. （原始内容存档于2012-03-11） （英语）.
72. ↑  . Geass.jp.   [2012-12-27]. （原始内容存档于2013-02-06） （日语）.
73. ↑  . Bandai Entertainment.   [2013-04-20]. （原始内容存档于2008-12-19） （英语）.
74. ↑  . 電撃オンライン.   [2022-03-07]. （原始内容存档于2022-03-07） （日语）.
75. ↑  . Geass.jp.   [2012-12-27]. （原始内容存档于2013-02-06） （日语）.
76. ↑  . Bandai Entertainment.   [2013-04-20]. （原始内容存档于2008-12-19） （英语）.
77. ↑  . 電撃オンライン.   [2022-03-07]. （原始内容存档于2021-12-10） （日语）.
78. ↑  Brian Hudson. . Anime News Network. 2008-07-12  [2012-12-27]. （原始内容存档于2012-03-11） （英语）.
79. ↑  . Geass.jp.   [2012-12-27]. （原始内容存档于2013-02-06） （日语）.
80. ↑  . Bandai Entertainment.   [2013-04-20]. （原始内容存档于2008-12-19） （英语）.
81. ↑  . 電撃オンライン.   [2022-03-07]. （原始内容存档于2021-12-17） （日语）.
82. ↑  Brian Hudson. . Anime News Network. 2008-07-19  [2012-12-27]. （原始内容存档于2012-03-11） （英语）.
83. ↑  . Geass.jp.   [2012-12-27]. （原始内容存档于2013-02-06） （日语）.
84. ↑  . Bandai Entertainment.   [2013-04-20]. （原始内容存档于2008-12-19） （英语）.
85. ↑  . 電撃オンライン.   [2022-03-07]. （原始内容存档于2021-12-24） （日语）.
86. ↑  . Geass.jp.   [2012-12-27]. （原始内容存档于2013-02-06） （日语）.
87. ↑  . Bandai Entertainment.   [2013-04-20]. （原始内容存档于2008-12-19） （英语）.
88. ↑  . 電撃オンライン.   [2022-03-07]. （原始内容存档于2022-01-07） （日语）.
89. ↑  Brian Hudson. . Anime News Network. 2008-08-02  [2012-12-27]. （原始内容存档于2012-03-11） （英语）.
90. ↑  . Geass.jp.   [2012-12-27]. （原始内容存档于2013-02-06） （日语）.
91. ↑  . Bandai Entertainment.   [2013-04-20]. （原始内容存档于2008-12-19） （英语）.
92. ↑  . 電撃オンライン.   [2022-03-07]. （原始内容存档于2022-03-07） （日语）.
93. ↑  Brian Hudson. . Anime News Network. 2008-08-09  [2012-12-27]. （原始内容存档于2012-03-11） （英语）.
94. ↑  . Geass.jp.   [2012-12-27]. （原始内容存档于2013-02-06） （日语）.
95. ↑  . Bandai Entertainment.   [2013-04-20]. （原始内容存档于2008-12-19） （英语）.
96. ↑  . 電撃オンライン.   [2022-03-07]. （原始内容存档于2022-01-21） （日语）.
97. ↑  Brian Hudson. . Anime News Network. 2008-08-23  [2012-12-27]. （原始内容存档于2012-03-11） （英语）.
98. ↑  . Geass.jp.   [2012-12-27]. （原始内容存档于2013-02-06） （日语）.
99. ↑  . Bandai Entertainment.   [2013-04-20]. （原始内容存档于2008-12-19） （英语）.
100. ↑  . 電撃オンライン.   [2022-03-07]. （原始内容存档于2022-01-28） （日语）.
101. ↑  . Geass.jp.   [2012-12-27]. （原始内容存档于2013-02-06） （日语）.
102. ↑  Brian Hudson. . Anime News Network. 2008-08-30  [2012-12-27]. （原始内容存档于2012-03-11） （英语）.
103. ↑  . Geass.jp.   [2012-12-27]. （原始内容存档于2013-02-06） （日语）.
104. ↑  . Bandai Entertainment.   [2013-04-20]. （原始内容存档于2008-12-19） （英语）.
105. ↑  電撃オンライン. . 電撃オンライン. 2022-02-04  [2022-03-07]. （原始内容存档于2022-03-07） （日语）.
106. ↑  Brian Hudson. . Anime News Network. 2008-09-06  [2012-12-27]. （原始内容存档于2012-03-11） （英语）.
107. ↑  . Geass.jp.   [2012-12-27]. （原始内容存档于2013-02-06） （日语）.
108. ↑  . Bandai Entertainment.   [2013-04-20]. （原始内容存档于2008-12-19） （英语）.
109. ↑  . 電撃オンライン.   [2022-03-07]. （原始内容存档于2022-02-11） （日语）.
110. ↑  Brian Hudson. . Anime News Network. 2008-09-13  [2012-12-27]. （原始内容存档于2012-03-11） （英语）.
111. ↑  . Geass.jp.   [2012-12-27]. （原始内容存档于2013-02-06） （日语）.
112. ↑  . Bandai Entertainment.   [2013-04-20]. （原始内容存档于2008-12-19） （英语）.
113. ↑  電撃オンライン. . 電撃オンライン. 2022-02-18  [2022-03-07]. （原始内容存档于2022-03-07） （日语）.
114. ↑  Brian Hudson. . Anime News Network. 2008-09-20  [2012-12-27]. （原始内容存档于2012-03-11） （英语）.
115. ↑  . Geass.jp.   [2012-12-27]. （原始内容存档于2013-02-06） （日语）.
116. ↑  . Bandai Entertainment.   [2013-04-20]. （原始内容存档于2008-12-19） （英语）.
117. ↑  電撃オンライン. . 電撃オンライン. 2022-02-25  [2022-03-07]. （原始内容存档于2022-03-07） （日语）.
118. ↑  Brian Hudson. . Anime News Network. 2008-10-04  [2012-12-27]. （原始内容存档于2012-03-11） （英语）.
119. ↑  . Geass.jp.   [2012-12-27]. （原始内容存档于2013-02-06） （日语）.
120. ↑  . Bandai Entertainment.   [2013-04-20]. （原始内容存档于2008-12-19） （英语）.
121. ↑  . 電撃オンライン.   [2022-03-07]. （原始内容存档于2022-03-07） （日语）.
122. ↑  Brian Hudson. . Anime News Network. 2008-10-11  [2012-12-27]. （原始内容存档于2012-03-11） （英语）.
123. ↑  . Geass.jp.   [2012-12-27]. （原始内容存档于2013-02-06） （日语）.
124. ↑  . Bandai Entertainment.   [2013-04-20]. （原始内容存档于2008-12-19） （英语）.
125. ↑  . 電撃オンライン.   [2022-03-28]. （原始内容存档于2022-03-13） （日语）.
126. 1 2  . www.sunrise-inc.co.jp. 2007-07-10  [2020-03-18]. （原始内容存档于2022-03-07） （日语）.
127. ↑  Brian Hudson. . Anime News Network. 2008-10-18  [2012-12-27]. （原始内容存档于2012-03-11） （英语）.
128. 1 2  . Geass.jp.   [2012-12-27]. （原始内容存档于2013-02-06） （日语）.
129. ↑  . Bandai Entertainment.   [2013-04-20]. （原始内容存档于2008-12-19） （英语）.
130. ↑  . 電撃オンライン.   [2022-03-28]. （原始内容存档于2022-03-18） （日语）.
131. ↑  . Bandai Entertainment.   [2013-04-20]. （原始内容存档于2008-12-19） （英语）.
132. ↑  . 電撃オンライン.   [2022-03-28]. （原始内容存档于2022-03-26） （日语）.
133. 1 2  . Bandai Visual.   [2012-12-29]. （原始内容存档于2013-12-15） （日语）.
134. 1 2  . Bandai Visual.   [2013-12-14]. （原始内容存档于2013-12-15） （日语）.
135. 1 2  . Bandai Visual.   [2013-04-20]. （原始内容存档于2013-12-15） （日语）.
136. ↑  . Bandai Visual.   [2013-04-20]. （原始内容存档于2016-04-05） （日语）.
137. ↑  . Bandai Visual.   [2013-04-21]. （原始内容存档于2013-12-15） （日语）.
138. ↑  . Bandai Visual.   [2013-04-20]. （原始内容存档于2013-12-15） （日语）.
139. ↑  . Bandai Visual.   [2013-04-20]. （原始内容存档于2013-12-15） （日语）.
140. ↑  . Bandai Visual.   [2013-04-21]. （原始内容存档于2016-04-04） （日语）.
141. ↑  . Bandai Visual.   [2013-04-20]. （原始内容存档于2016-03-31） （日语）.
142. ↑  . Bandai Visual.   [2013-04-20]. （原始内容存档于2016-04-02） （日语）.
143. ↑  . Bandai Visual.   [2013-04-21]. （原始内容存档于2013-12-15） （日语）.
144. ↑  . Bandai Visual.   [2013-04-20]. （原始内容存档于2013-12-15） （日语）.
145. ↑  . Bandai Visual.   [2013-04-20]. （原始内容存档于2016-04-01） （日语）.
146. ↑  . Bandai Visual.   [2013-04-21]. （原始内容存档于2013-12-15） （日语）.
147. ↑  . Bandai Visual.   [2013-04-20]. （原始内容存档于2013-12-15） （日语）.
148. ↑  . Bandai Visual.   [2013-04-20]. （原始内容存档于2013-12-15） （日语）.
149. ↑  . Bandai Visual.   [2013-04-21]. （原始内容存档于2013-12-15） （日语）.
150. ↑  . Bandai Visual.   [2013-04-20]. （原始内容存档于2016-04-04） （日语）.
151. ↑  . Bandai Visual.   [2013-04-20]. （原始内容存档于2013-12-15） （日语）.
152. ↑  . Bandai Visual.   [2013-04-21]. （原始内容存档于2013-12-15） （日语）.
153. ↑  . Bandai Visual.   [2013-04-20]. （原始内容存档于2016-04-05） （日语）.
154. ↑  . Bandai Visual.   [2013-04-20]. （原始内容存档于2016-03-31） （日语）.
155. ↑  . Bandai Visual.   [2013-04-21]. （原始内容存档于2013-12-15） （日语）.
156. ↑  . Bandai Visual.   [2013-04-20]. （原始内容存档于2016-03-25） （日语）.
157. ↑  . Bandai Visual.   [2013-04-20]. （原始内容存档于2013-12-15） （日语）.
158. ↑  . Bandai Visual.   [2013-04-21]. （原始内容存档于2013-12-15） （日语）.
159. ↑  . Bandai Visual.   [2013-04-20]. （原始内容存档于2016-03-25） （日语）.
160. ↑  . BBC News 中文. 2018-10-30  [2020-03-16]. （原始内容存档于2019-06-24） （中文（繁體））.
161. ↑  . Anime News Network. 2012-10-28  [2014-01-02]. （原始内容存档于2013-10-07） （英语）.
162. ↑  . 大纪元新闻网. 2018-08-08  [2020-03-16]. （原始内容存档于2021-01-22） （中文（繁體））.
163. ↑  . Geass.jp.   [2013-12-15]. （原始内容存档于2013-12-30） （日语）.
164. ↑  DVD back-cover of Code Geass: Lelouch of the Rebellion Part 1–3 by Bandai Entertainment
165. 1 2  . www.prowaremedia.com.tw.   [2020-03-18]. （原始内容存档于2020-01-29） （中文（臺灣））.
166. 1 2  . www.prowaremedia.com.tw.   [2020-03-18]. （原始内容存档于2020-02-18） （中文（臺灣））.